# 駱牙
駱牙（528年—584年），一名駱文牙，字旗門，吳興臨安人，南梁、南陳官员。
駱牙的祖父駱祕道是南梁安成王蕭秀的田曹參軍，父親駱裕則是鄱陽嗣王蕭範的中兵參軍事。駱牙十二歲時有熟悉面相的族人對他說：「這孩子容貌不尋常，一定會有成就。」南梁太清末年，陳蒨曾在臨安避居，駱牙的母親陳氏看到陳蒨的樣貌，知道他並非常人，對他待遇很好。及後陳蒨擔任吳興太守，推薦駱牙作將帥，跟隨平定杜龕、張彪等人，每次戰事他都會衝鋒陷陣，在軍隊中最為勇猛，以功獲授直閤將軍；太平二年（557年）因母親逝世辭官。陳蒨鎮守會稽，起用為山陰縣令。南陳永定三年（559年），朝廷委任他為安東府中兵參軍，出鎮冶城，不久和陳蒨於南皖拒守王琳。
陳蒨即位為陳文帝，授與駱牙假節、威虜將軍、員外散騎常侍，封臨安縣侯，食邑五百戶。很快他出任臨安縣令，遷官越州刺史，其餘依舊。當初駱牙母親陳氏逝世，因為兵荒馬亂未及下葬，到這時才能舉行葬禮，朝廷下詔追贈陳氏為臨安國太夫人，諡恭，並升遷駱牙為貞威將軍、晉陵太守。天嘉三年（562年），以平周迪功勞遷任冠軍將軍、臨川內史。太建三年（571年），他曾獲授安遠將軍、衡陽內史，唯未拜任就徙任桂陽太守。太建八年（576年）他回到朝廷，轉遷散騎常侍，到尚书省任職。兩年後（578年）駱牙獲授豐州刺史，其他照樣。至德二年（584年）他去世，虛歲五十七，贈封安遠將軍、廣州刺史，兒子駱義嗣爵。

## 引用
1. 1 2  《陳書·卷二十二·列傳第十六》：駱牙字旗門，吳興臨安人也。祖祕道，梁安成王田曹參軍。父裕，鄱陽嗣王中兵參軍事。牙年十二，宗人有善相者，云「此郎容貌非常，必將遠致」。梁太清末，世祖嘗避地臨安，牙母陳，睹世祖儀表，知非常人，賓待甚厚。及世祖為吳興太守，引牙為將帥，因從平杜龕、張彪等，每戰輒先鋒陷陣，勇冠眾軍，以功授直閤將軍。太平二年，以母憂去職。世祖鎮會稽，起為山陰令。永定三年，除安東府中兵參軍，出鎮冶城。尋從世祖拒王琳於南皖。
2. 1 2  《南史·卷六十七·列傳第五十七》：駱文牙字旗門，吳興臨安人也。父裕，梁鄱陽嗣王中兵參軍事。文牙年十二，宗人有善相者，云：「此郎容貌非常，必將遠致。」梁太清末，陳文帝避地臨安，文牙母陳，睹帝儀錶，知非常人，賓待甚厚。及帝為吳興太守，引文牙為將帥。從平杜龕、張彪，勇冠眾軍。
3. ↑  《陳書·卷二十二·列傳第十六》：世祖即位，授假節、威虜將軍、員外散騎常侍，封臨安縣侯，邑五百戶。尋為臨安令，遷越州刺史，餘並如故。初，牙母之卒也，于時飢饉兵荒，至是始葬，詔贈牙母臨安國太夫人，諡曰恭。遷牙為貞威將軍、晉陵太守。三年，以平周迪之功，遷冠軍將軍、臨川內史。太建三年，授安遠將軍、衡陽內史，未拜，徙為桂陽太守。八年，還朝，遷散騎常侍，入直殿省。十年，授豐州刺史，餘並如故。至德二年卒，時年五十七。贈安遠將軍、廣州刺史。子義嗣。
4. ↑  《南史·卷六十七·列傳第五十七》：文帝即位，封臨安縣侯，位越州刺史。初，文牙母卒，時兵荒，至是始葬，詔贈臨安國太夫人，諡曰恭。太建八年，文牙累遷散騎常侍，入直殿省。十年，授豐州刺史。至德二年卒，贈廣州刺史。子義嗣。

## 延伸阅读
[在维基数据编辑]
 《陳書·卷22》，出自姚思廉《陳書》
 《南史·卷67》，出自李延壽《南史》